# 1838 en architecture
| Années de l'architecture : 1835 - 1836 - 1837 - 1838 - 1839 - 1840 - 1841    |
| Décennies de l'architecture : 1800 - 1810 - 1820 - 1830 - 1840 - 1850 - 1860 |

Cet article présente les faits marquants de l'année 1838 en architecture.

## Réalisations
- Rideau Hall est construit par l'architecte Thomas McKay.

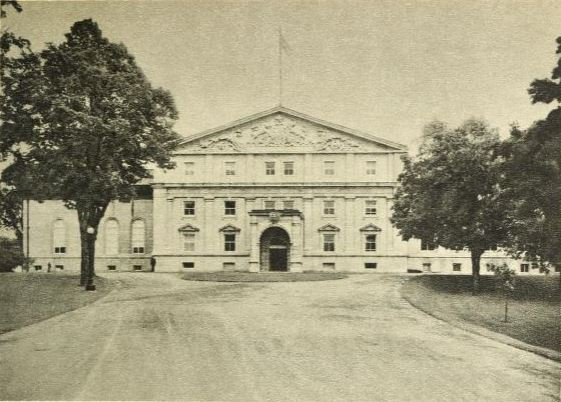
Façade de Rideau Hall en 1930.

- Construction du grand palais du Kremlin à Moscou (1838-1849) par Thon.

## Événements
- x

## Récompenses
- Prix de Rome : Toussaint Uchard.

## Naissances
- 29 septembre : Henry Hobson Richardson († 1886).

## Décès
- 5 septembre : Charles Percier (° 22 août 1764).